# François-Xavier Yombandje
François-Xavier Yombandje (ur. 9 lipca 1956 w Koumra) – czadyjski duchowny rzymskokatolicki posługujący w Republice Środkowoafrykańskiej, w latach 2004-2009 biskup Bossangoa.

## Życiorys
Święcenia kapłańskie przyjął 22 września 1985. 28 czerwca 1997 został mianowany biskupem Kaga-Bandoro. Sakrę biskupią otrzymał 26 października 1997. 3 kwietnia 2004 objął rządy w diecezji Bossangoa. 16 maja 2009 zrezygnował z urzędu.